# Ernst Degasperi

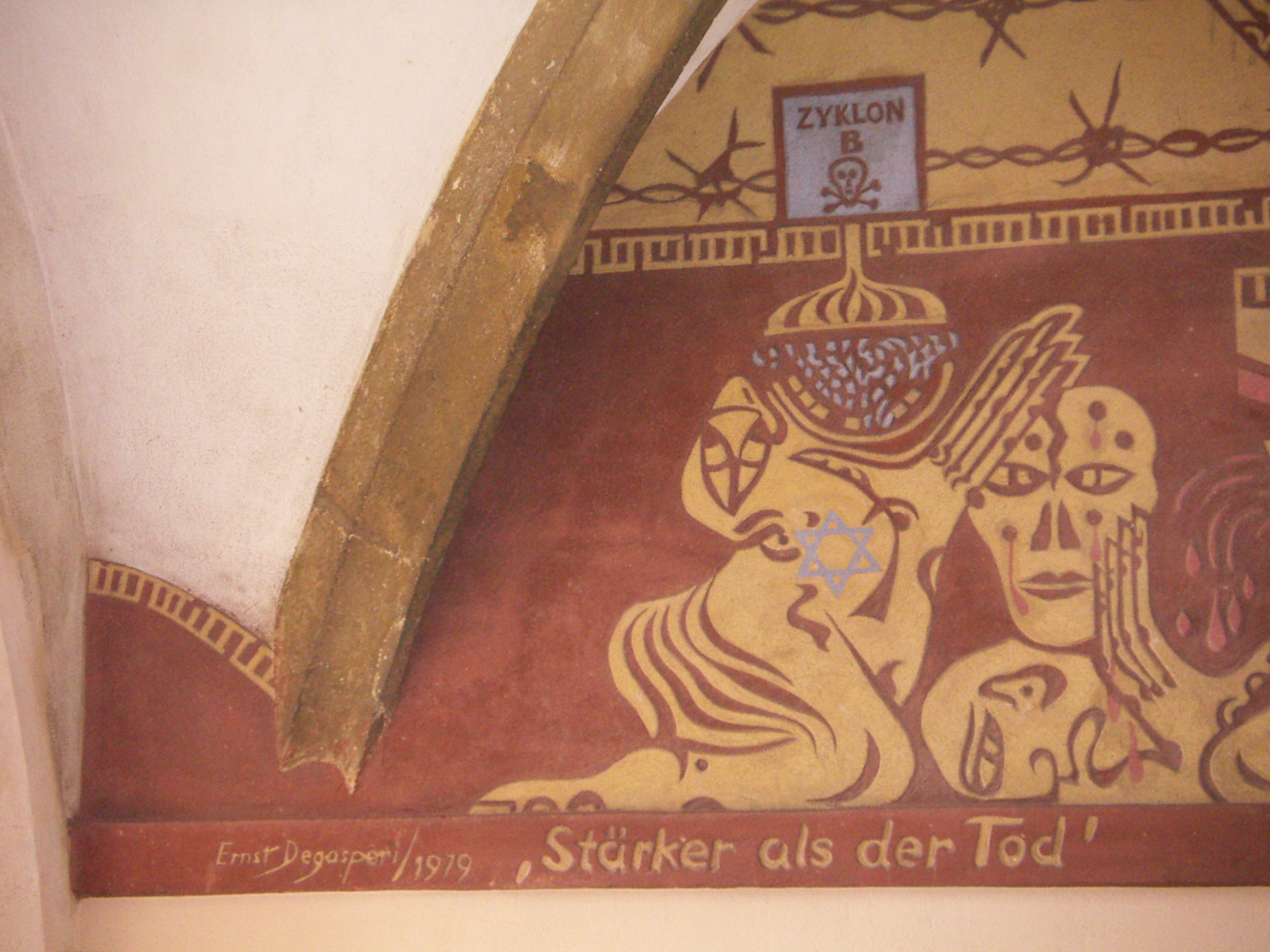
Sgraffiti an der Pfarrkirche hl. Stephanus in Eggenburg

Ernst Degasperi (* 7. Mai 1927 in Meran; † 17. Juli 2011 in Wien) war ein in Wien lebender österreichischer Künstler.

## Leben
Ernst Degasperi machte zunächst eine Ausbildung zum Feinmechaniker und legte 1945 seine Gesellenprüfung ab, bevor er begann, bei Paul Kirnig Graphik an der Akademie für Angewandte Kunst in Wien zu studieren. Seit 1952 war er selbständig als Diplomgraphiker tätig. Im selben Jahr heiratete Degasperi seine Frau Theresia, gemeinsam hatten sie einen Sohn (* 1955) und eine Tochter (* 1965). Ab 1963 fühlte sich Degasperi zum „Künstler mit religiösem Anliegen“ (Art for Peace) berufen.
Degaspari war Präsident der Künstlergruppe Die Spirale und Mitglied des Österreichischen Schriftstellerverbandes, der Schriftstellervereinigung Der Kreis sowie des Presseclub Concordia. Im Jahr 1979 wurde ihm der Berufstitel Professor verliehen.
1985 gründete er als Privatinitiative „Mein Bruder hat Lepra“ zur Rettung von 200 Kindern einer Philippinischen Leprastation mit 300 US-Dollar pro Kind für einen Zeitraum von zwei Jahren.
Degasperi wurde am Wiener Zentralfriedhof bestattet.

## Werke
Seit 1963 schuf Degasperi über 30 Zyklen mit über 550 Bildern und viele Einzelwerke, die bisher in über 200 Einzelausstellungen in Europa, Amerika, Afrika und Asien gezeigt wurden. Seine Techniken sind dabei sehr vielseitig, so fertigte er Feder- und Pinselzeichnungen, Radierungen, Lithographien, Siebdrucke, Sgraffiti, Acryl-Gemälde, Pastellmalereien, Gouachen und Kupferschmelzarbeiten.
Seine Inspiration schöpft er dabei aus vielen Regionen der Welt. Nicht nur Wurzelstöcke der Hochregion der Zillertaler Alpen und Israel mit den Wüsten, Massada, dem Toten Meer und dem Sinai beeindruckten ihn, er verarbeitet auch Eindrücke der Konzentrationslager des Holocaust (Auschwitz, Majdanek, Treblinka und Mauthausen) und zahlreicher Länder Südamerikas (Mexico, Guatemala, Honduras und Peru), Afrikas (Ägypten und Südafrika) und Asiens (Indien, Thailand, Indonesien und die Philippinen, wo ihn besonders das Schicksal der Leprakranken interessierte).
Besondere Werke sind das Betongussdenkmal „Bereshit Bara“ in Gedera in Israel und die zahlreichen Sgraffiti Degasperis.
Im Jahr 1980 war Grundsteinlegung für das Haus des Friedens in Eggenburg (Niederösterreich). Am 10. September 1982 wurde es durch Weihbischof Alois Stöger gesegnet und durch den damaligen Landeshauptmann Siegfried Ludwig seiner Bestimmung übergeben.
Sgraffiti in Österreich:
- Sonnengesang In Puchberg am Schneeberg
- Pater Maximilian Kolbe-Kapelle und Hl. Leopold in Wien
- Distelkristall und ’Elemente’ in Klosterneuburg
- Turm des Friedens, Stärker als der Tod und Zelle der Stille in Eggenburg
- Tor zum Frieden in Eggenburg
- Halle des Lichts in Retz
- Immaculata in St. Florian am Inn
- Halle des Trostes in Horn
- Wohnhausgestaltungen in Wien

Gemälde und Wandmalereien schuf er in Wien, Eggenburg, Crediton (UK), Edinburgh (UK).
Werke Degasperis befinden sich heute unter anderem im Besitz der Vatikanischen Museen, der Graphischen Sammlung Albertina in Wien, des Israel Museums in Jerusalem, der Jagiellonischen Universitätsbibliothek in Krakau, des Museums für Religionsgeschichte in Lwiw (Lemberg) und des Bundesministeriums für Unterricht und Kunst in Wien. Sammlungen befinden sich außerdem in mehreren Kathedralen und Kirchen.
Degasperi veröffentlichte mehrere Bücher und Artikel in 17 verschiedenen Sprachen in Zeitschriften und Zeitungen. Daneben war er beteiligt an Fernsehfilmen sowie Fernseh- und Radioreportagen.

## Auszeichnungen
Ernst Degasperi ist Träger zahlreicher in- und ausländischer Orden und wurde mit vielen Preisen ausgezeichnet. Der Vatikan verlieh ihm 1984 das Komturkreuz des Silvesterordens, die Republik Österreich das Österreichische Ehrenkreuz für Wissenschaft und Kunst II. und I. Klasse. Degasperi ist Träger des Ersten Staatspreises für das schönste Buch Österreichs und der „Kardinal Opilio Rossi-Medaille“. Im Jahr 2003 wurde er für sein völkerverbindendes Wirken und den Versuch, künstlerisch zu einer Verständigung zwischen den monotheistischen Weltreligionen beizutragen, zum Ehrenbürger der Universität Wien ernannt.